# كاستيلساراسين
كاستيلساراسين هي بلدية في قسم تارن وغارون في منطقة أوكسيتاني في فرنسا. يطلق على السكان اسم كاستيساراسينويس . وهي ثاني أكبر بلدية في فرنسا من ناحية عدد السكان في تارن-إي-غارون بعد مونتوبان. يتم تقديم الخدمة من خلال محطة كاستيساراسين على خط بوردو-تولوز.

## التاريخ
تعود مدينة كاستيلساراسين إلى عام (961). إن الاسم (قلعة ساراسينوم ) لا يشير إلى أن القلعة بُنيت في العصر الساراسيني ، ولكن هو مشتق من كلمة سيروسينوم . يتميز التاريخ المبكر لهذه المدينة بالحروب التي كانت ضد الإنجليز حتى نهاية القرن الثاني عشر، ثم بدأت الحملة الصليبية الكاثارية خلال الجزء الأول من القرن الثالث عشر، و بعدها حملة الرعاة الصليبية في عام (1320 )و حيث أسفرت الحملة عن مقتل العديد من اليهود في المدينة. تأثرت المنطقة بشكل كبير بحرب المائة عام ، ومرة أخرى، أثناء الحروب الدينية في القرن السادس عشر، كان سكان المدينة الكاثوليك إلى حد كبير في صراع متكرر مع المنطقة المحيطة البروتستانتية بشكل عام.
بقيت المنطقة هادئة في القرون التالية، حتى وقت الثورة الفرنسية.
كانت مدينة كاستيلساراسين النقطة النهاية للمرحلة رقم (17) في سباق فرنسا للدراجات عام 2007.

## السكان
يمثل الجدول التالي أعداد السكان من سنة (1968-2017)

## الشخصيات
من الشخصيات البارزة في المدينة :
- أنطوان دو لا موتي كاديلك ، المستكشف ورئيس البلدية، توفي في عام 1730.
- شارل دي مازاد ، ولد في عام 1820.
- بيير بيريت ، مغني ولد في 9 يوليو 1934.
- كارولين كوستا ، مغنية ولدت عام 1996

## الآثار
من الآثار التي تميزت بها كاستيلساراسين ،كنيسة سان سافور التي يعود تاريخها إلى القرن الثالث عشر.

## الإدارة
كاستيلساراسين تعد المحافظة الفرعية للقسم.
كان برنارد داجن، الصيدلي، رئيسًا للبلدية بين عامي (1989 و2014).

## الروابط الخارجية
- الموقع الرسمي لكاستيلساراسين نسخة محفوظة 16 July 2011 على موقع واي باك مشين. باللغة الفرنسية
- موقع غير رسمي لـ Castelsarrasin منذ عام 2001 (بالفرنسية)

قالب:Tarn-et-Garonne communes